# شون ميخائيل كالاهان
شون ميخائيل كالاهان (بالإنجليزية: Sean Michael Callahan)‏ هو لاعب كرة قدم أمريكي، ولد في 17 أبريل 1978 في ساكرامنتو في الولايات المتحدة. لعب مع أتلانتا سيلفرباكس وفيرجينيا بيتش مارينرز.